# Café Manduca - Uma História Recontada
Café Manduca, uma história recontada é um livro de Oswaldo Caldeira editado pela Secretaria Executiva de Cultura do Governo do Pará –Secult (2005). Conta a história de um dos cafés mais famosos da capital paraense, inaugurado no início do Século XX, ponto de reunião de intelectuais, políticos, jornalistas e estudantes. O livro resgata um fragmento da história de Belém, ao reproduzir depoimentos de pessoas que freqüentavam o Café, que funcionava na esquina da ruas Campos Sales e 13 de Maio, no bairro do Comércio. Nas outras esquinas do cruzamento estavam instalados a biblioteca, o arquivo público e a casa de leilões Lopes Pereira. Redações de jornais importantes de Belém, como “O Jornal”, depois “A Capital”, “O Estado do Pará” e “A Província do Pará”, ficavam próximos ao Café Manduca, assim como lojas finas da cidade que vendiam presentes, artigos importados e gêneros alimentícios. Favorecido por sua localização, o Café era freqüentado a qualquer hora do dia por jornalistas, formadores de opinião e  políticos das mais diferentes facções. Muitas decisões políticas foram tomadas no estabelecimento. O café chegou a ser cenário de um crime político que comoveu a cidade. O livro recupera não só a história de um estabelecimento comercial, mas o modo de vida da cidade, no começo do Século XX, quando Belém estava na fase final do ciclo da borracha.

## História  e marketing
Em 1º de abril de 1906 o Café Manduca abria suas portas para o público.
O estabelecimento foi fundado pelo português Manuel Corrêa da Silva, o Manduca. De certa forma, o Manduca já era, naquela época, um homem de marketing. Fez questão, em primeiro lugar, de abrir o seu café numa esquina, que considerava um local estrategicamente privilegiado. Todos os seus negócios posteriores foram instalados em esquinas, a ponto de Manuel ser apelidado de “Manduca das Esquinas”. 
Por causa do convívio tão próximo com jornalistas, Manuel se convenceu de que seria importante fazer propaganda do Café. Anunciava com destaque nos principais jornais diariamente, hábito pouco comum para um pequeno café, comunicando os “melhoramentos” que aplicava ao seu estabelecimento, avisando que lá tinha “sempre pronto, a qualquer hora, leite puro, café, chá, fiambre, pastéis, sanduíches, doces e refrescos das melhores frutas do mercado; excelente café moído à vista do freguês”.Sempre falando na primeira pessoa nos anúncios, ele estabeleceu um diálogo direto com o freguês. Uma das inovações e segredo da casa era o café servido com uma pitada de chocolate, e que teria sido criada por acaso: um dia, a colher de chocolate foi utilizada para mexer uma xícara de café.   
Outra inovação foi a entrega a domicílio na cidade, ao levar o café na casa do cliente, em carrinhos próprios, e embalagens especiais. Entre as histórias curiosas resgatadas no livro está o fato de o proprietário levar uma vaca para dentro do Café, “pronta para fornecer leite fresco tirado na hora ao freguês a qualquer hora do dia ou da noite”. Para isso, foi feito um pequeno curral junto ao estabelecimento, onde a vaca era ordenhada à vista do freguês.  Se o freguês quisesse, poderia até ordenhar ele próprio”. A partir do momento em que Manduca começou a servir o leite ordenhado na hora para seus fregueses, o dinheiro não parou mais de entrar. Aí a coisa deu um salto: de proprietário de um café bem-sucedido, Manduca passou a ser um homem rico. Todos os depoentes estão de acordo que além de servir o melhor café de Belém, o principal atrativo do Café não era suas instalações nem os produtos consumidos, mas o fato de todos se sentirem à vontade para marcar encontros e se alongar nas conversas em suas mesas. Esse tipo de tratamento criava um clima de intimidade com a freguesia. E isso era, sem dúvida, um dos atrativos do Café Manduca.

## Manduca e a imigração portuguesa para o Brasil
Café Manduca, uma história recontada é também um livro sobre a imigração portuguesa no Brasil. Conta a história de Manduca, menino pobre e analfabeto de Galafura, pequena aldeia do norte de Portugal, que deixou o País para tentar uma vida melhor no Brasil, como fizeram tantos outros imigrantes portugueses. O livro reconstitui toda a trajetória de Manuel, desde seu embarque de Galafura para Santos, onde chegou aos nove anos e logo ficou órfão de pai, passando a sustentar a família. Casou-se aos 21 anos com a jovem Carolina, quando transferiu-se para Belém por volta de 1900. A capital do Pará, na época, era um dos portos mais procurados pelos imigrantes portugueses. Em Belém, Manuel trabalhou de tudo, inclusive empurrando carrinho pelas ruas, o famoso “burro sem rabo”. Conseguindo trabalho numa espécie de mercearia, empregado do comércio, passa a sonhar com seu próprio café. Em 1906, fundou, finalmente, o seu botequim, depois de seis anos de trabalho intenso. Tendo feito fortuna, acalentou o sonho de educar os filhos e saiu novamente pelo mundo em busca da melhor formação. Transferiu-se para a capital, o Rio de Janeiro e passou a administrar o Café Manduca daquela cidade, até vender o Café em 1914, ano em que regressou a Portugal. 

## O fim do café Manduca
Em 1914, quando Manduca retornou a Portugal, deixou o sócio Albino Soares Vilhena como novo dono do Café. Depois de várias mudanças, por mais de 20 anos, até 1939, figuraram como proprietários José Lopes Teixeira e Affonso Teixeira Guimarães. Mas Jaime Vilhena, um garçom que começou a trabalhar no Café aos 14 anos, desde 1930 era sócio também. O negócio passou na família Vilhena de pai para filho até o Café fechar definitivamente suas portas, em 1962. Retornando a Portugal, Manduca fundou a fábrica de Calçados Atlas - a maior do país, em sua época. De volta ao Brasil, a partir de 1938, fixou-se em Belo Horizonte. Manduca teve onze filhos: sete nascidos em Belém,  dois  nascidos no Rio de Janeiro, dois nascidos em Portugal.